# J-Alert
Le système J-Alert (全国瞬時警報システム, Zenkoku Shunji Keihō Shisutemu, « Système d'avertissement instantané national ») est un système d'alerte national lancé au Japon en février 2007. Il est conçu pour informer rapidement le public de diverses menaces. Le système a été développé dans l'espoir que les alertes précoces accélèrent les temps d'évacuation et aident à coordonner les interventions d'urgence.

## Système

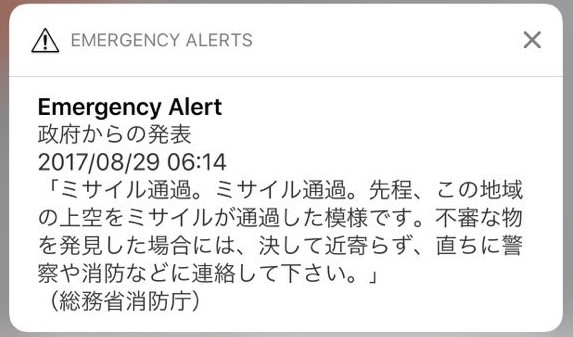
Message d'alerte envoyé le 29 août 2017 lorsqu'un missile nord-coréen a survolé le Japon.

J-Alert est un système basé sur un satellite qui permet aux autorités de diffuser rapidement des alertes aux médias et aux citoyens directement via un système national de haut-parleurs, de télévision, de radio, de courriel et de SMS. Selon les autorités japonaises, il faut environ une seconde pour informer les responsables locaux et entre 4 et 20 secondes pour transmettre le message aux citoyens. Une version améliorée des récepteurs J-Alert devrait être installée d'ici fin mars 2019. Les nouveaux modèles pourront traiter automatiquement les informations dans les 2 secondes, par rapport aux anciens modèles qui peuvent mettre jusqu'à 20 secondes.
Tous les avertissements, à l'exception des avertissements de temps violent, sont diffusés en cinq langues : japonais, anglais, mandarin, coréen et portugais (le Japon a de petites communautés chinoise, coréenne et brésilienne). Les avertissements ont par exemple été diffusés dans ces langues durant le séisme et tsunami de 2011 de la côte Pacifique du Tōhoku. Les avertissements de temps violent ne sont diffusés qu'en japonais.
Pour la NHK et d'autres chaînes TV, durant les urgences, le système utilise la norme ISDB et le service de transmission 1seg (en) pour allumer automatiquement toutes les radios et télévisions avec la technologie 1seg et les mettre sur la NHK pour les zones à risque.
Les diffusions J-Alert se font à la fois par le système au sol et le satellite Superbird-B2 (en).

## Capacités de transmission de l'information
- Tremblements de terre :
  - Système d'alertes rapides des séismes.
  - Mise à jour rapides sur l'hypocentre, la magnitude, et les précautions à prendre d'un éventuel tsunami.
  - Informations sur l'hypocentre, la magnitude, l'intensité de différentes zones, et la présence d'un tsunami.
  - Avertissement de prévision de tremblement de terre pour les séismes du Tōkai (en).
  - Avis de prévision des séismes du Tōkai.
  - Informations de prévision des séismes du Tokai.
- Tsunami :
  - Alerte majeure aux tsunamis.
  - Avertissement de tsunami.
  - Avis de tsunami.
- Éruption volcanique :
  - Avertissement d'urgence d'une éruption volcanique et des possibilités d'éruption.
  - Avertissement d'éruption volcanique et de possibilité d'éruption.
  - Prévision d'apparition d'un cratère volcanique.
- Intempéries :
  - Avertissements d'urgence en cas de forte pluie, de neige abondante, de tempête, de tempête de neige, de vagues et d'ondes de tempête.
  - Avertissements pour fortes pluies, fortes chutes de neige, vents violents, tempêtes de neige, vagues et ondes de tempête.
  - Avis météo.
  - Informations sur le risque de glissement de terrain.
  - Informations sur les tornades.
  - Informations sur les « pluies de guérilla (en) » (fortes pluies violentes).
  - Prévisions d'inondation.
- Menaces d'urgence spéciales :
  - Informations sur les missiles balistiques.
  - Informations sur les frappes aériennes.
  - Informations sur les attaques de guérilla et de forces spéciales.
  - Informations sur le terrorisme à grande échelle.
  - Autres informations pour la défense civile et nationale[3].

## Taux d'adoption
De nombreuses préfectures et zones urbaines ont tardé à adopter le système. Lors de son introduction, le gouvernement japonais espérait que 80 % du pays serait équipé du système J-Alert en 2009. Cependant, en 2011, seul 36 % du pays était couvert. Le coût est un facteur dissuadant majeur car l'installation initiale du système est estimée à environ 430 millions de yens et la maintenance annuelle à environ 10 millions de yens.
En mai 2013, 99,6 % des municipalités du pays étaient couvertes.

## Historique
Incidents majeurs qui ont déclenché le J-Alert :
- Février 2010 : tsunami après un séisme de 2010 au Chili.
- Mars 2011 : tsunami après le séisme de 2011 de la côte Pacifique du Tōhoku.
- Décembre 2012 : lancement d'un missile nord-coréen (satellite Kwangmyŏngsŏng 3 numéro 2). Alerte limitée à la préfecture d’Okinawa.
- Février 2016 : lancement du satellite d'observation nord-coréen Kwangmyŏngsŏng 4.
- Août 2017 : lancement d'un missile nord-coréen Hwasong 12. Alerte dans douze préfectures du nord et de l'est du Japon.
- Septembre 2017 : lancement d'un missile nord-coréen Hwasong-12, qui survole le Japon pour retomber dans l’océan Pacifique.
- Octobre 2022 : lancement d'un missile Hwasong-12 qui a survolé le nord-est du Japon. Il est retombé dans l’océan Pacifique en dehors de la ZEE.